# Mehmet Nazif Günal
Mehmet Nazif Günal (* 1948 in Artvin) ist ein türkischer Unternehmer und Ingenieur.

## Leben
Günal wurde 1948 in Artvin geboren. Er jobbte als 20-Jähriger als Bauarbeiter, 1971 schloss er ein Ingenieursstudium an der Technischen Universität des Nahen Ostens in Ankara ab.
Günal ist Mitglied des Fussballvereins Fenerbahçe Istanbul. Günal ist verheiratet und Vater dreier Kinder. Sein Sohn Murathan Doruk Günal ist ebenfalls   Ingenieur und ist Vize-Präsident der MNG-Gruppe. Murathan Doruk Günal war Präsident des von der MNG-Gruppe erworbenen FC Wils.  Auch Mehmet Nazif Günals Tochter Merve ist Ingenieurin und arbeitet bei der MNG-Gruppe.

## Unternehmen

### MNG-Gruppe
Günal gründete 1976 die nach ihm benannte MNG-Gruppe und leitet diese seither. Die Gruppe ist im Baugeschäft, der Tourismusbranche sowie im Transportwesen tätig zu ihr gehört die MNG Airlines und verfügte über einen eigenen Fernsehsender, TV8.
Die MNG-Gruppe ist neben der Türkei auch auf dem afrikanischen Kontinent Georgien, Rumänien, Saudi-Arabien, Albanien und Aserbaidschan tätig.

### FC Wil
2015 übernahm Günal den damals zweitklassigen schweizerischen Club FC Wil. Neuer Präsident wurde Günals Sohn Murathan Doruk Günal. Am 8. Februar 2017 wurde bekannt, dass die türkischen Investoren kurzfristig den FC Wil verlassen haben. Im November wurde an der Generalversammlung des Clubs bekannt, dass Günal bzw. die Investoren innerhalb von 1½ Jahren über CHF 20 Mio. in den Klub gesteckt haben, wobei im ersten Jahr ein Verlust von CHF 11 Mio. und im halben zweiten Jahr bis zum Ausstieg nochmals CHF 8.6 Mio. in den Club investiert wurde. Im Februar 2017 stellte sich heraus, dass die türkischen Investoren den FC Wil verlassen. Über die genauen Gründe für den Ausstieg äusserte sich Günal nicht.

## Kontroversen
In der Türkei wurde Günals Name im Kontext umstrittener Wasserkraftwerke genannt. Ausserdem wurde Günals Engagement für den Neuen Flughafen Istanbul kritisiert. In diesem Kontext hatte Günal den türkischen Staatspräsidenten Recep Tayyip Erdoğan als «zweiten Atatürk» bezeichnet, der vielleicht sogar «noch grösser» sei. Ausserdem soll Günal in eine Korruptionsaffäre rund um den Staatspräsidenten verstrickt gewesen sein. Das Verfahren soll durch Erdoğan persönlich beendet worden sein.